# Rest in Fear
Rest in Fear ist eine sechsköpfige Melodic-Death-Metal-Band aus Graz, Steiermark, Österreich.

## Geschichte
Rest in Fear wurde 2007 als experimentelles Bandprojekt gegründet. Nach und nach fanden sich die Musiker über ihre beiden Veröffentlichungen Insert Yourself (LP, 2011, Eigenproduktion) und Shallows Deep (LP, 2014, G Minor Records) in der aktuellen Besetzung zusammen.
Internationale Aufmerksamkeit erfuhr die Band unter anderem als Semifinalistin beim Austrian Band Contest 2011 und als Eröffnungsact der Hauptbühne am MetalDays-Festival 2014. 2015 wurde die Band für den Amadeus Austrian Music Award in der Kategorie „Hard & Heavy“ nominiert.

## Stil
Die Band verarbeitet in ihrer Musik Elemente aus verschiedenen Death-Metal- und Progressive-Metal-Stilrichtungen mit Untermalungen eingängiger Keyboard- und Gitarrenhooklines. Textlich behandelt die Band sozio-politische Themen in konzeptioneller Art.

## Diskografie

### Alben
- 2011: Insert Yourself (Eigenproduktion)
- 2014: Shallows Deep (G Minor Records)

### Sonstiges
- 2009: Let There Be Light (Onlinerelease)